# Mai Gotō
Mai Gotō (後藤 麻衣 Gotō Mai) es una seiyū japonesa nacida el 22 de agosto de 1982 en Obihiro, Hokkaidō. Se la conoce también como Oto Agumi (安玖深 音 Agumi Oto, alias que utiliza para acreditarse en sus participaciones en novelas visuales, y series y juegos hentai.
Ha participado en animaciones y videojuegos como Fullmetal Alchemist: Brotherhood, 11 eyes, Happiness! y AIKa R-16: Virgin Mission, entre otros. Está afiliada a Ken Production.

## Roles interpretados

### Series de Anime
- 11 eyes como Yuka Minase
- Fullmetal Alchemist: Brotherhood como Mei Chang
- Happiness! como Kohinata Sumomo
- Infinite Stratos 2 como Chelsea
- Kemeko Deluxe! como Tamako Kobayashi
- Ladies versus Butlers! como Pina Sformklan Estor
- Mashiroiro Symphony como Sakuno Uryū
- Nanatsuiro★Drops como Yuki-chan
- Phi Brain: Kami no Puzzle como Airi Mizutani
- Pokémon: Diamante y Perla como Maririn
- Seikon no Qwaser como Astarte
- Silver Spoon como Nino Komaba y Misora Komaba
- Yoake Mae yori Ruriiro na: Crescent Love como Mai Asagiri

### OVAs
- 11 eyes como Yuka Minase
- AIKa R-16: Virgin Mission como Kyoko
- Infinite Stratos 2: Long Vacation Edition como Chelsea
- Hetalia como Nyo!Japón

### Videojuegos
- 11eyes CrossOver como Yuka Minase
- Fullmetal Alchemist: To the Promised Day como Mei Chang
- Nanatsuiro★Drops como Karin Akihime y Yuki-chan
- Nogizaka Haruka no Himitsu: Cosplay Hajimemashita como Mika Nogizaka
- Osu! Tatakae! Ouendan como Sayaka Amemiya
- Really? Really! como Sakura Yae
- Shuffle! Essence+ como Sakura Yae
- Yoake Mae yori Ruriiro na como Mai Asagiri

## Música
- Para la serie Nogizaka Haruka no Himitsu interpretó el ending Hitosashiyubi Quiet! junto con Kana Ueda, Rina Satō, Kaori Shimizu y Mamiko Noto (acreditadas como "N's"). Todas ellas volvieron a interpretar el ending de la segunda temporada Himitsu Suishou! Uru to LOVE. Para el OVA Nogizaka Haruka no Himitsu: Finale el grupo "N's" interpretó el opening y el ending: Happy End wa Himitsu Himichu y Bye Bye Daisakusen[3][4][5]
- Interpretó junto a Chiwa Saito, Haruka Tomatsu, Mikako Takahashi, Rie Kugimiya, Ryoko Shiraishi y Ayako Kawasumi (acreditadas como "Kemeko to Deluxe") el opening de la serie Kemeko Deluxe!.[6]